# Céline Bellard
Pour les articles homonymes, voir Bellard.
Céline Bellard, née en 1987, est une biologiste et chargée de recherches française, spécialiste de l'écologie. Elle mène ses recherches au Laboratoire Écologie, Systématique et Évolution de l'Université Paris-Saclay. En 2022, elle reçoit le Prix Irène-Joliot-Curie dans la catégorie Prix spécial de l’engagement.

## Biographie
Céline Bellard soutient sa thèse de doctorat en biologie sur les effets du réchauffement climatique sur la biodiversité en 2013 sous la direction de Franck Courchamp à l'Université Paris-Sud. Elle effectue ses travaux de recherches postdoctorales au Royaume-Uni à l'University College de Londres et travaille sur les invasions biologiques. Entre 2016 et 2017, elle est chercheuse associée au Muséum national d'histoire naturelle de Paris. En octobre 2018, elle entre au CNRS en tant que chargée de recherche et rejoint le Laboratoire Écologie, Systématique et Évolution à l'Université Paris-Saclay. 
Ses recherches portent sur la biologie de la conservation. Elle étudie notamment les conséquences des invasions biologiques, et plus largement des changements globaux sur la biodiversité. Elle s'intéresse à la perte de la biodiversité et à l'extinction des espèces.
En 2022, elle reçoit le Prix Irène-Joliot-Curie dans la catégorie Prix spécial de l’engagement.
Elle s'investit également pour la place des femmes en sciences en encourageant les jeunes femmes à soumettre leurs travaux aux journaux qui font référence dans le domaine, et à postuler à des prix. Elle participe notamment au programme « Girls in science » de la Fondation L'Oréal et intervient dans plusieurs lycées pour discuter des préjugés sur la place des femmes dans les sciences.

## Distinctions
- 2012 : Prix Jeunes Talents France L’Oréal-UNESCO Pour les Femmes et la Science[9],[10],[11]
- 2014 : Prix Les Grandes Avancées Françaises en Biologie présentées par leurs auteurs par l'Académie des sciences[12]
- 2022 : Prix Irène-Joliot-Curie dans la catégorie Prix spécial de l’engagement[13]